# تقارن در زیست‌شناسی

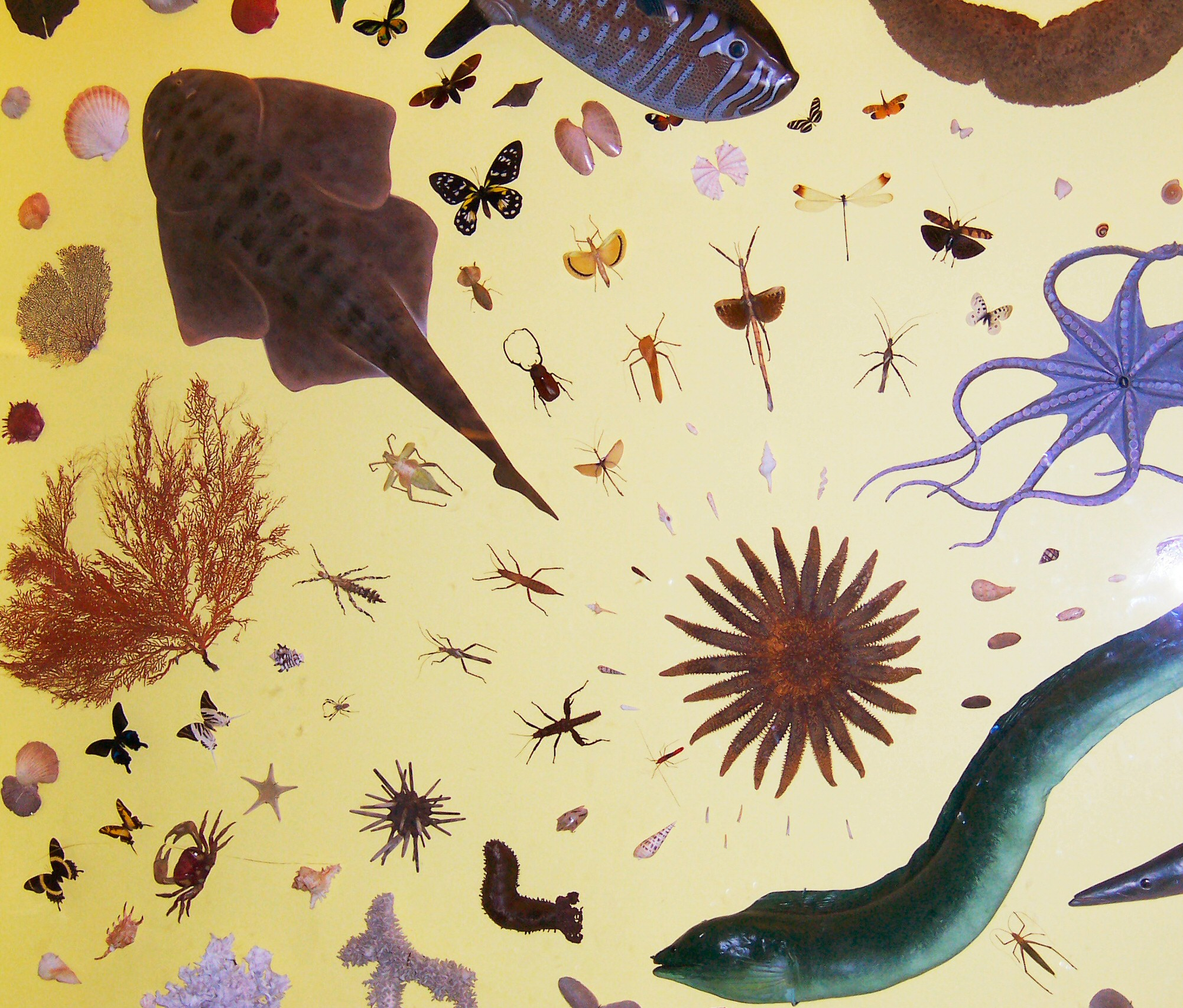
نمونه‌هایی از جانوران که طیف گسترده‌ای از تقارن‌های بدن را نشان می‌دهند، از جمله عدم تقارن، شعاعی و الگوهای بدنی دوسویه

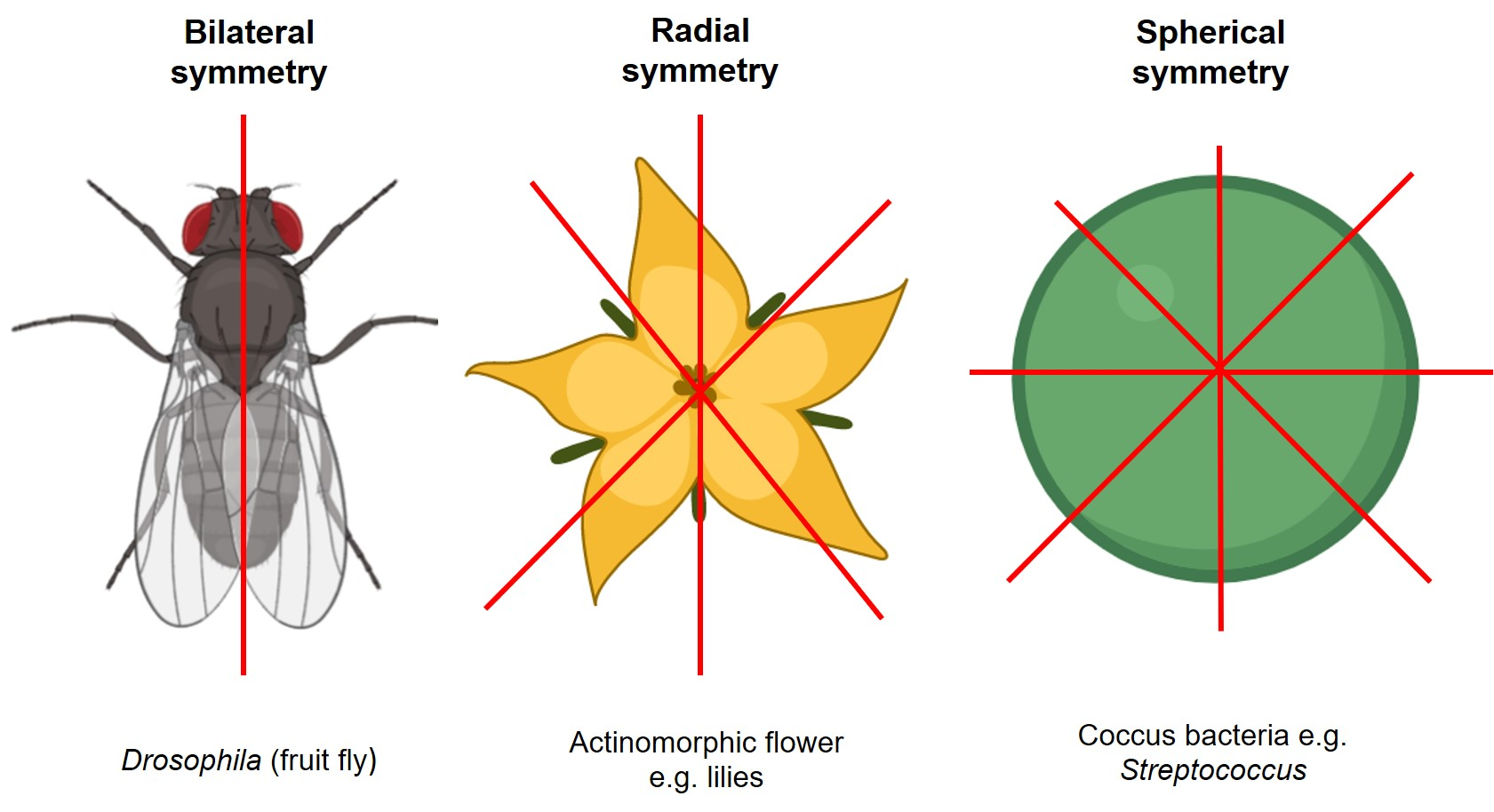
تصویری که تفاوت بین تقارن دوسویه (Drosophila)، شعاعی (گل‌های اکتیومورفیک) و کروی (باکتری کوکوس) را نشان می‌دهد.

تقارن در زیست‌شناسی (به انگلیسی: Symmetry in biology) به تقارن دیده‌شده در جانداران از جمله گیاهان، جانوران، قارچ‌ها و باکتری‌ها اشاره دارد. تقارن بیرونی را می‌توان به آسانی با نگاه کردن به یک جاندار زنده دید. به عنوان مثال، چهره انسانی را در نظر بگیرید که صفحه‌ای از تقارن در مرکز خود دارد، یا یک مخروط کاج با الگوی مارپیچی متقارن واضح. ویژگی‌های داخلی نیز می‌توانند تقارن را نشان دهند، به عنوان مثال لوله‌های موجود در بدن انسان (مسئول انتقال گازها، مواد مغذی و مواد زائد) که استوانه‌ای هستند و دارای چندین صفحه تقارن هستند.
تقارن زیست‌شناختی را می‌توان به عنوان پراکندگی متعادلی از قطعه‌ها یا شکل‌های تکراری بدن در بدن یک جاندار زنده در نظر گرفت. نکته مهم این است که برخلاف ریاضیات، تقارن در زیست‌شناسی همیشه تقریبی است. به عنوان مثال، برگ‌های گیاه – در حالی که متقارن در نظر گرفته می‌شوند – به ندرت زمانی که از وسط تا شده باشند با هم مطابقت دارند. تقارن یک دسته از الگوها در طبیعت است که به موجب آن عنصر الگو، چه از طریق بازتاب یا چرخش، تقریباً تکرار می‌شود.
در حالی که اسفنج‌ها و تخت‌زیوه‌تباران دو گروه از جانوران را نشان می‌دهند که هیچ تقارنی را نشان نمی‌دهند (یعنی نامتقارن هستند)، الگوهای بدن بیشتر جانداران چندسلولی نشان می‌دهند و با نوعی از تقارن تعریف می‌شوند. تنها چند نوع تقارن وجود دارد که در الگوهای بدن امکان‌پذیر است. این تقارن دورانی (استوانه‌ای)، دوسویه، دوشعاعی و کروی است. در حالی که طبقه‌بندی ویروس‌ها به عنوان یک «ارگانیسم» بحث‌برانگیز است، ویروس‌ها همچنین دارای تقارن ایکوسادرال (icosahedral) هستند.
اهمیت تقارن با این واقعیت نشان می‌دهد که گروه‌هایی از جانوران به‌طور سنتی با این ویژگی در گروه‌بندی‌های آرایه‌شناسی تعریف می‌شوند. پرتوئیان، جانورانی با تقارن شعاعی، یکی از چهار شاخه طبقه‌بندی ژرژ کوویر از فرمانروی جانوری را تشکیل دادند. در همین حال، دوسوئیان یک گروه طبقه‌بندی است که هنوز هم امروزه برای نشان دادن موجودات با تقارن دوسویه جنینی استفاده می‌شود.

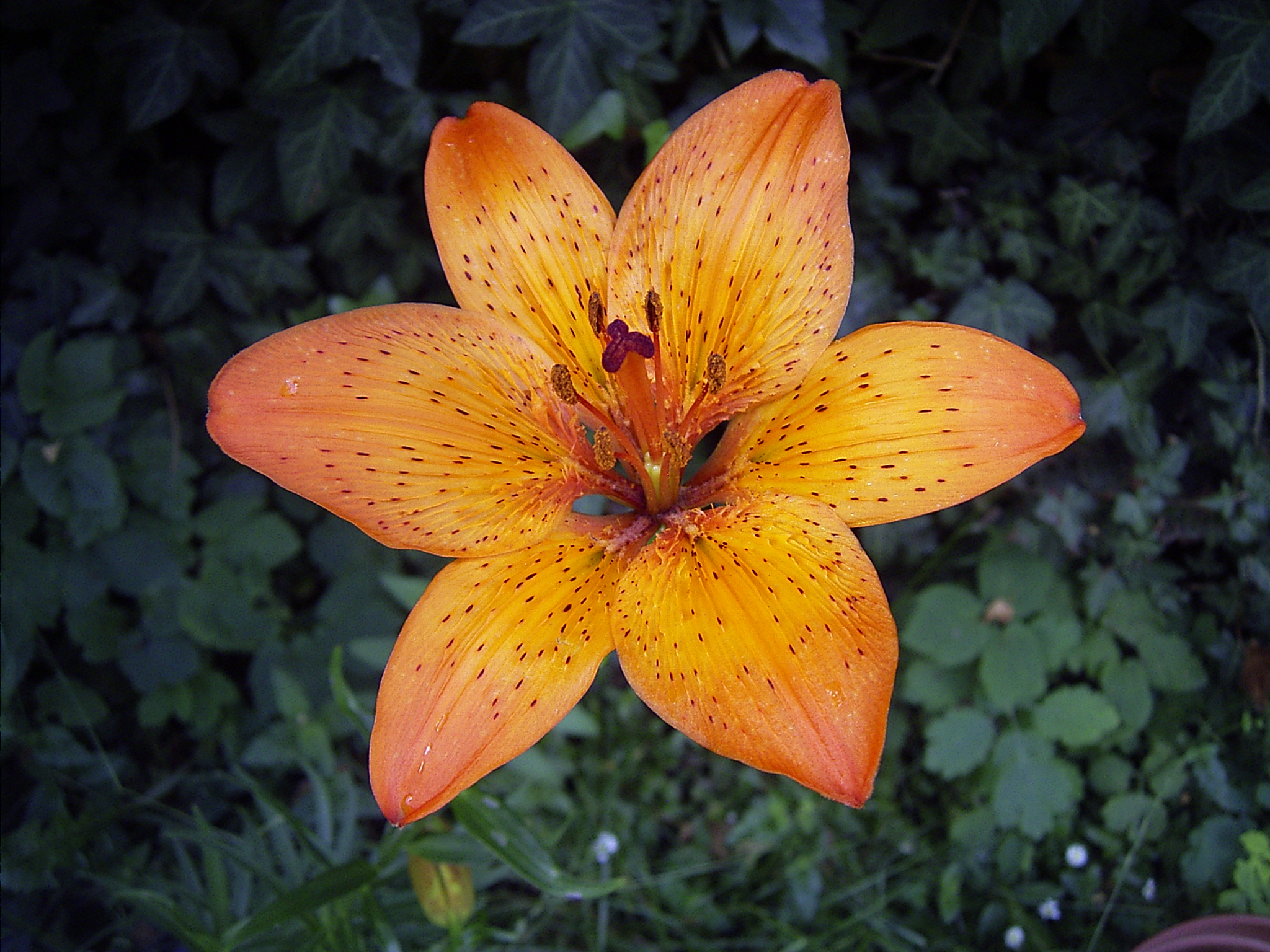
Lilium bulbiferum شش‌ضلعی را با بخش‌های مکرر که حول محور گل چیده شده‌اند، نشان می‌دهد.

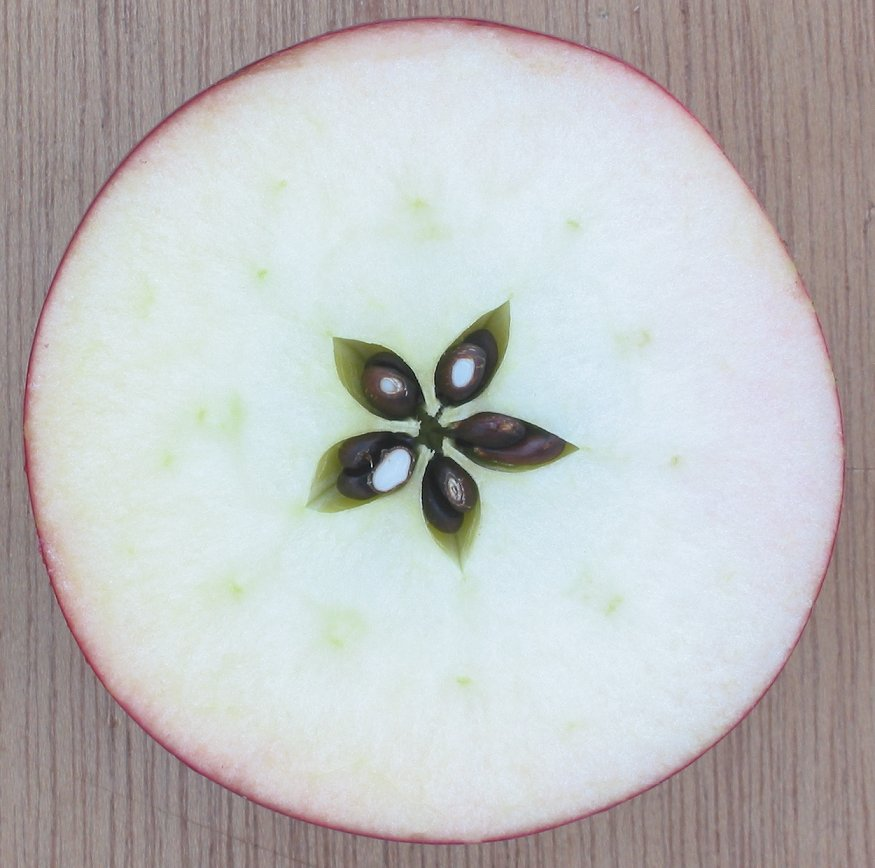
سیبی با برش افقی نشان می‌دهد که پنج‌ضلعی در میوه‌ها نیز رخ می‌دهد

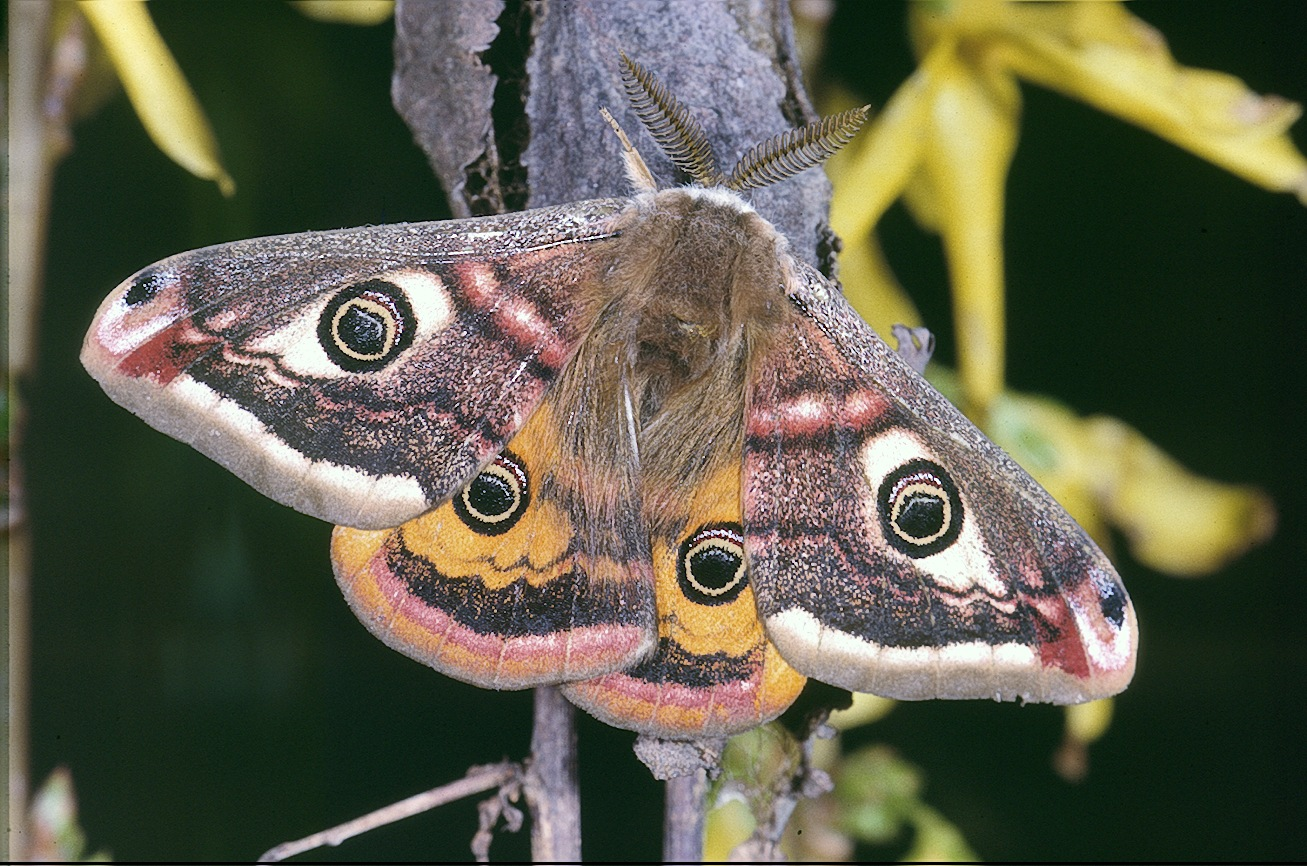
شاپرک کوچک امپراتور، Saturnia pavonia، یک الگوی ترسناک با تقارن دوسویه را نشان می‌دهد.

| گروه/گونه                             | ویژگی نامتقارن                                               | سود سازگاری |
| ------------------------------------- | ------------------------------------------------------------ | --- |
| برخی از جغدها                         | اندازه و موقعیت گوش                                          | به جغد اجازه می‌دهد تا مکان شکار را با دقت بیشتری تعیین کند                                                             |
| ماهی پهن                              | هر دو چشم در یک طرف سرشان                                    | استراحت و شنا در یک طرفد (برای ترکیب شدن با کف شنی اقیانوس)                                                            |
| سیکلید پولک‌خوار Perissodus microlepis | عدم تقارن دهان و فک                                          | در از بین بردن پولک‌ها از طعمه خود موثرتر است                                                                           |
| انسان‌ها                               | دستی و عدم تقارن درونی اندام‌ها مثلاً شش چپ کوچک‌تر از راست است | دستی سازگاری است که بازتاب‌دهندۀ عدم تقارن مغز انسان است. عدم تقارن داخلی به موقعیت و تولید یک سیستم کارکردی کمک می‌کند. |